# ワシントン・コンセンサス
ワシントン・コンセンサス（Washington Consensus）とは、国際経済研究所の研究員で国際経済学者のジョン・ウィリアムソンが、1989年に発表した論文の中で定式化した経済用語である。

## 概要
この用語は元来、1980年代を通じて先進国の金融機関と国際通貨基金（IMF）、世界銀行（世銀）を動揺させた開発途上国の累積債務問題との取り組みにおいて、ウィリアムソン曰く「最大公約数」とする、以下の10項目の政策を抽出し、列記したものであった。
1. 財政赤字の是正
2. 補助金カットなど政府支出の削減
3. 税制改革
4. 金利の自由化
5. 競争力ある為替レート
6. 貿易の自由化
7. 直接投資の受け入れ促進
8. 公営企業の民営化
9. 規制緩和
10. 所有権法の確立

## 議論
『文藝春秋』2007年3月号に、伊藤忠商事会長で経済財政諮問会議委員の丹羽宇一郎が「財界だって格差社会はノー」という論文を寄せているが、このなかでワシントン・コンセンサスを、「1989年のベルリンの壁崩壊後、社会主義の敗北が明らかになって以降、IMF、世銀およびアメリカ合衆国財務省の間で広く合意されたアメリカ合衆国流の新古典派対外経済戦略で、「小さな政府」「規制緩和」「市場原理」「民営化」を世界中に広く輸出し、アメリカ主導の資本主義を押し広げようとする動きである」と説明し、これに批判を加えている。
また、ワシントン・コンセンサスの実現によって格差社会が世界中に広がっているという批判が経済学者ジョセフ・E・スティグリッツなどから寄せられている。マレーシアは勧告を拒否して国内経済の混乱を抑えた他、ラテンアメリカや欧州連合諸国は規制緩和や市場原理主義とは異なる政策を追求している。

## 関連文献
- スティグリッツ『世界に格差をバラ撒いたグローバリズムを正す』徳間書店、2006年
- 盛真依子『「ワシントン・コンセンサス」の諸問題とその克服への道--中南米における「ポスト・ワシントン・コンセンサス」の適用をめぐって』2007年12月。doi:10.18926/oer/12397。2021年4月19日閲覧。